# Otto Berg (chemik)
Otto Herrmann Berg (23. listopadu 1874 Berlín – 1939) byl německý vědec, jeden z objevitelů rhenia, posledního prvku s alespoň jedním stabilním izotopem, který byl objeven.

## Život
Berg se narodil v Berlíně jako syn obchodníka Philippa Berga a jeho manželky Jenny. V letech 1894–1898 studoval chemii v Berlíně, na Heidelberské a Freiburské univerzitě. Ve Freiburgu pracoval jako asistent na fyzikálním ústavu. V roce 1900 se oženil s Julií Zuntzovou, dcerou fyziologa Nathana Zuntze, s níž měl čtyři děti.
Mezi lety 1902 a 1911 působil jako Privatdozent na univerzitě v Greifswaldu. Poté se stal partnerem ve firmě Siemens & Halske v Berlíně-Charlottenburgu.
Po nástupu nacistů k moci v roce 1933 byl kvůli svému židovskému původu propuštěn ze Siemensu. V roce 1938 emigroval s rodinou do Anglie, kde o rok později zemřel.

## Objev rhenia
V roce 1925 oznámili Walter Noddack, Ida Tacke a Otto Berg, že objevili nový prvek – rhenium – v rudách platiny a kolumbitu. Později jej našli i v gadolinitu a molybdenitu. Roku 1928 se jim podařilo získat 1 gram rhenia z 660 kg molybdenitu. V roce 2020 byla k 95. výročí objevu vydána pamětní medaile (autor: Igor Petrov).

## Objev technecia
Stejný tým oznámil také objev prvku 43, který nazvali masurium podle Mazurska, regionu původu rodiny Waltera Noddacka. V roce 1925 tvrdili, že bombardováním kolumbitu elektrony a následnou rentgenovou difrakční analýzou detekovali přítomnost prvku 43. Tato data se však nepodařilo jiným laboratořím zopakovat, a tak byl léta nález považován za chybný.
Pozdější analýzy ukázaly, že koncentrace technecia v rudách byla příliš nízká (pod 3 × 10−11 μg/kg), než aby jej mohli detekovat dostupnými metodami. Objev technecia byl definitivně potvrzen až roku 1937 na Sicílii.